# Phil Woolpert
Phil Woolpert (* 15. Dezember 1915 in Danville, Kentucky, USA; † 7. Mai 1987 in Sequim, Washington, USA) war  Trainer der Basketball-Mannschaften der University of San Francisco und der University of San Diego.

## Biografie
Phil Woolpert ging mit 15 Jahren auf die Manual Arts High School in Los Angeles. Im Jahr 1933 wechselte er auf das Los Angeles Junior College. Dort blieb er die nächsten drei Jahre, bis er dann auf die Loyola Marymount University ging und dort seinen Abschluss erhielt.
Im Jahr 1946 wurde Phil Woolpert Coach einer Basketball-Mannschaft an der Highschool St. Ignatius College Preparatory in San Francisco, Kalifornien. In seiner vierjährigen Zeit als Coach konnte er mit seiner Basketball-Mannschaft eine erfolgreiche Bilanz von 63 Siegen und 23 Niederlagen aufweisen.
Peter Newell, ein ehemaliger Basketballtrainer und Hall of Famer, trainierte von 1946 bis 1950 die Basketball-Mannschaft an der University of San Francisco. Als er im Jahr 1949 mit den „Dons“ die National-Invitation-Tournament-Meisterschaften gewann, übergab er sein Amt als Coach und Athletic Director an Phil Woolpert. Beide waren Klassenkameraden an der Loyola Marymount University in Los Angeles.
Phil Woolpert trainierte die „Dons“ von 1951 bis 1959. In dieser Zeit konnte er mit seiner Mannschaft einen 153-78 Rekord vorweisen und Basketball-Legenden wie Bill Russell oder K. C. Jones hervorbringen. Im Jahr 1955 gewannen die Dons die NCAA-Meisterschaften mit 76-73 gegen die La Salle University (aus Philadelphia, Pennsylvania). Somit war Phil Woolpert der jüngste Coach (damals 40 Jahre alt), der mit seiner Mannschaft die NCAA-Meisterschaften gewann. Im darauffolgenden Jahr gewannen sie erneut die NCAA-Meisterschaften mit 83-71 gegen die University of Iowa.
Während der Amtszeit von Phil Woolpert an der University of San Francisco (USF) konnte die USF-Basketballmannschaft 60 Spiele hintereinander gewinnen. Dieser Rekord wurde nur im Jahr 1988 durch John Wooden, dem Headcoach der Basketballmannschaft der University of California, Los Angeles (UCLA) mit 88 siegreichen Spielen übertroffen.
Im Jahr 1961 trainierte er die San Francisco Saints, eine Basketballmannschaft, bestehend aus Sino-Amerikanern, in der American Basketball League. Ein Jahr später verließ er die San Francisco Saints und wurde Coach sowie Athletic Director der Basketball-Mannschaft der University of San Diego (USD). Im Jahr 1972 verließ er die USD-Mannschaft und zog nach Sequim in Washington, wo er als Schulbusfahrer arbeitete.
Am 11. Mai 1992 wurde Phil Woolpert als Trainer in die Naismith Memorial Basketball Hall of Fame aufgenommen.

## Auszeichnungen
- Coach of the Year (1955, 1956)
- Pacific Coach of the Year (1957, 1958)